# Pro Recco
Pro Recco is een Italiaanse zwem- en waterpoloclub uit Recco.

## Geschiedenis
De club werd opgericht in de zomer van 1913. Het herenteam won tienmaal "de dubbel" (zowel het landskampioenschap als de Italiaanse beker: in 1974, 2006, 2007, 2008, 2009, 2010, 2011, 2013, 2014 en 2015) en driemaal de "Grand Slam" (kampioenschap, Italië Cup, Europa Cup, Europese Super Cup: in 2007, 2008 en 2010).

## Erelijst
Heren:
- Italiaans kampioenschap waterpolo

1959, 1960, 1961, 1962, 1964, 1965, 1966, 1967, 1968, 1969, 1970, 1971, 1972, 1974, 1978, 1982, 1983, 1984, 2002, 2006, 2007, 2008, 2009, 2010, 2011, 2012, 2013, 2014, 2015, 2016, 2017, 2018, 2019
- Italiaanse beker

1974, 2006, 2007, 2008, 2009 , 2010, 2011, 2013, 2014, 2015, 2016, 2017, 2018, 2019
- LEN Euroleague

1965, 1984, 2003, 2007, 2008, 2010, 2012, 2015
- LEN Super Cup

2003, 2007, 2008, 2010, 2012, 2016

## Bekende (oud-)leden
- Alberto Alberani
- Tibor Benedek
- Norbert Madaras
- Roldano Simeoni
- Tamás Kásás